# Jan II Orsini
Jan II Orsini (Giovanni II Orsini, ur. ok. 1300, zm. 1335) – władca Despotatu Epiru w latach 1323–1335, hrabia Kefalenii.

## Życiorys
Objął władzę w Epirze po zamordowaniu brata Mikołaja Orsiniego. Jego prawa do tytułu despotesa Epiru potwierdził cesarz Andronik III Paleolog. Zamieszki na dworze w Arcie wykorzystali panujący nad Księstwem Achai Andegawenowie anektując w 1324 roku należące do Orsinich Hrabstwo Kefalenii. Władzę nad Kefalenią przejął wasal Andegawenów – Jan de Gravina. Jan II przeniósł się do Epiru, gdzie zmarł prawdopodobnie otruty przez swoją żonę Annę Paleologinę. Anna po jego śmierci przejęła władzę jako regentka w imieniu małoletniego syna Nicefora.